# Subniganda aurantiistriga
Subniganda aurantiistriga är en fjärilsart som beskrevs av Sergius G. Kiriakoff 1962. Subniganda aurantiistriga ingår i släktet Subniganda och familjen tandspinnare. Inga underarter finns listade i Catalogue of Life.